# ロッカ・ディ・カンビオ
ロッカ・ディ・カンビオ（イタリア語: Rocca di Cambio）は、イタリア共和国アブルッツォ州ラクイラ県にある、人口約500人の基礎自治体（コムーネ）。

## 地理

### 位置・広がり

#### 隣接コムーネ
隣接するコムーネは以下の通り。
- ラークイラ
- ルーコリ
- オクレ
- ロッカ・ディ・メッツォ